# Maratus pavonis
Maratus pavonis är en spindelart som först beskrevs av Dunn 1947.  Maratus pavonis ingår i släktet Maratus och familjen hoppspindlar. Inga underarter finns listade i Catalogue of Life.